# Gotische runeninscripties

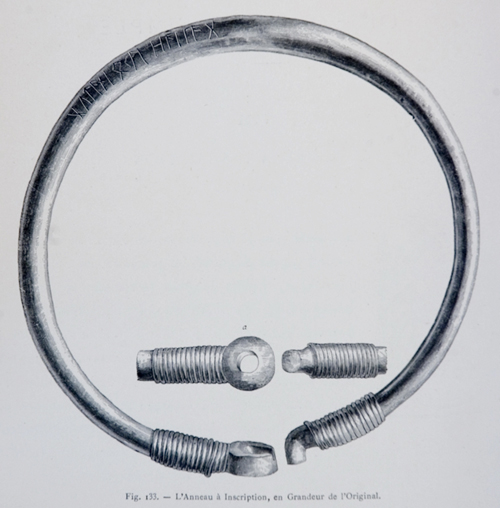
De ring uit de schat van Pietroassa met Gotische runeninscriptie (tekening door Henri Trenk, 1875)

De Gotische runeninscripties zijn niet talrijk maar door hun ouderdom wel interessant. 
Uit de derde eeuw stamt het runenopschrift op een lansblad gevonden bij Kowel (in de naburigheid van Brest, Oekraïne). De tekst luidt: "tilarids", maar niet iedereen is daar zeker van. Ook de interpretatie van "tilarids" is onzeker. Men denkt wel aan een betekenis als "aanvaller". Misschien is het de naam van de eigenaar van de lans of een aanduiding van de lans zelf.
Een andere zeer korte runeninscriptie komt uit Dahmsdorf. Ook hier betreft het een lansblad waarop de inscriptie: "ran(n)ja" te lezen is. Dit zou "renner" kunnen betekenen en van toepassing kunnen zijn op de lans zelf. Qua datering gaat men uit van de derde eeuw.
De meest interessante Gotische inscriptie komt voor op een gouden ring die ooit deel uitmaakte van de schat van Pietroassa (in het huidige Roemenië). De tekst luidt:
gutani o wi hailag
Interpretatie is moeilijk maar te denken valt aan een "vertaling" als:
"Bezit van de Goten, door kracht beschermde heiligheid".
Wat deze inscriptie opmerkelijk maakt, is dat hier blijkbaar de eigennaam voor de Goten gebruikt wordt.